# Giaglione
Giaglione là một đô thị ở tỉnh Torino trong vùng Piedmont, có vị trí cách khoảng 60 km về phía tây của Torino, nước Ý, giáp ranh với nước Pháp. Tại thời điểm ngày 31 tháng 12 năm 2004, đô thị này có dân số 681 người và diện tích là 33,6 km².
Đô thị Giaglione có các frazioni (các đơn vị trực thuộc, chủ yếu là các làng) Sant'Andrea, Sant'Antonio, San Giuseppe, và San Lorenzo.
Giaglione giáp các đô thị: Bramans (France), Chiomonte, Exilles, Gravere, Mompantero, Susa, và Venaus.